# Dominique Darbois
Pour les articles homonymes, voir Darbois.
Dominique Darbois, née Dominique Sabret-Stern à Neuilly-sur-Seine, le 5 avril 1925, et morte le 7 septembre 2014, à Paris, est une photojournaliste française. Elle est connue pour ses travaux photographiques quasi-ethnographiques sur les coutumes, les enfants ou les peuples du monde.

## Biographie
Née en 1925, Dominique Stern est la fille de Philippe Stern, un spécialiste des arts asiatiques, et de Madeleine Meyer, dite Madeleine Sabine, romancière,.
En 1941, à 16 ans, elle s'engage dans la résistance, avec les Forces françaises libres, sous le pseudonyme de Dominique Darbois. Portant l'étoile jaune, elle est arrêtée comme juive et emprisonnée pendant deux ans dans le camp de Drancy. Libérée en 1944, elle participe immédiatement aux combats dans Paris. Elle se vieillit ensuite de plusieurs années pour intégrer l'armée régulière française et participer aux combats dans l'Est, comme opérateur-radio. À la fin de la guerre, elle reçoit la médaille de la Résistance et la Croix de guerre 1939-1945,.
Elle apprend la photographie en étant l'assistante de Pierre Jahan,. Elle commence ensuite à parcourir le monde à partir de 1946. Les photographies qu'elle rapporte de ses voyages lui permettent de signer les 20 livres de la collection « Les Enfants du Monde » éditée par Fernand Nathan entre 1952 et 1978.
Lors de ses voyages, elle est choquée par le colonialisme européen. Elle s'investit donc dans plusieurs luttes anti-colonialistes notamment en Indochine, en Algérie ou à Cuba,. Durant la guerre d'Algérie, elle fait partie du réseau Jeanson,.
Dominique Darbois expose seule pour la première fois en 1952 à Paris. À partir de 1984, elle présente de nombreuses fois ses photos sur l'Afrique ou ses travaux sur les femmes dans les différentes cultures. À la fin des années 1990, une exposition intitulée « Regards de femmes » est organisée pour montrer ses travaux sur la condition féminine.
Elle meurt en septembre 2014, à 89 ans,.

## Distinctions
- Croix de guerre 1939-1945
- Médaille de la Résistance française

## Œuvre
La collection « Enfants du monde » a connu un grand succès depuis Parana, le petit Indien, paru en 1953, jusqu’à Yanis, le petit Grec, paru en 1978 ; un succès que certains trouveront étonnant tant les livres de photographie ont peu la cote dans le monde du livre jeunesse, profondément attaché à l’illustration. Les enfants ont pourtant plébiscité cette série, traduite dans plusieurs langues.
Le succès de cette collection tient aussi au travail du graphiste Pierre Pothier. Son nom, absent de la couverture, figure sur la page de titre. C’est lui qui, grâce à différents procédés, donne une unité graphique à la collection. Il y a d’abord les couvertures, sur lesquelles on retrouve la photo du héros détourée sur un fond de couleur, associée à une typographie qui varie en fonction du pays. À l’intérieur, les photos sont remontées, découpées, détourées et réassemblées pour créer un espace-temps propre au livre. Ce traitement graphique donne un côté vivant aux livres qui deviennent plus que de simples documentaires photographiques.
Elle publie en 1961 en Italie Les Algériens en guerre, reportage sur la vie des maquis et des camps d'entraînement des soldats du FLN pendant la guerre d'Algérie — le livre est interdit en France.

## Publications
- Collection « Enfants du monde » (1952-1978), photographies et textes de Dominique Darbois, publiée à Paris par Claude Nathan, comprenant, par exemple :
  - Parana, le petit Indien, 1953
  - Agossou, le petit Africain, 1955
  - Rikka, la petite Balinaise, 1956
  - Achouna, le petit Esquimau, 1958
  - Hassan, l'enfant du désert, 1961
  - Noriko, la petite Japonaise, 1962
  - etc.
- Les Algériens en guerre, texte de Philippe Vigneau, photographies de Dominique Darbois, Milan, Feltrinelli, 1961
- Kaboul, le passé confisqué. Trésors du musée de Kaboul, 1931-1965, texte de Francine Tissot, photographies de Dominique Darbois, Paris, Findally-Paris musées, 2002
- Afrique, terre des femmes, Ides et Calendes, 2004
- Terres d’enfants, éditions Xavier Barral, 2004
- Dominique Darbois, regards sur le bagne, musée Balaguier, 2010Sélection de photos de la collection « Enfants du monde ».